# Liberales y Cristianos
Liberali e Cristiani (Liberales y Cristianos) es una facción del partido político italiano Unión de los Demócratas Cristianos y de Centro (UDC).
Fue fundada en febrero de 2008 como una continuación de los "Clubes Liberales" y de la Unión Liberal-Popular por algunos miembros de Forza Italia que decidieron unirse a UDC por su oposición a la fundación de El Pueblo de la Libertad, o al menos, al camino trazado por Silvio Berlusconi para éste. De hecho Adornato fue una vez el más vivo partidario de un nuevo partido de centro-derecha.
Los miembros principales del grupo incluyen Ferdinando Adornato (ex- PCI, ex-AD), Angelo Sanza (ex-DC) y Maria Burani (que siguió siendo miembro de Forza Italia). Adornato fue reelegido diputado por la UDC en las elecciones generales de 2008.